# Allyn Joslyn
Allyn Joslyn est un acteur américain, de son nom complet Allyn Morgan Joslyn, né à Milford (Pennsylvanie) le 21 juillet 1901, mort d'une crise cardiaque à Woodland Hills (Quartier de Los Angeles, Californie) le 21 janvier 1981.

## Biographie
Allyn Joslyn apparaît au cinéma dans quarante-trois films américains, régulièrement entre 1937 et 1957, avant deux derniers films en 1965 et 1973 (année où il se retire définitivement).
À partir de 1953, il se consacre surtout à la télévision, participant à des séries jusqu'en 1966.
Au théâtre, il joue à Broadway entre 1918 et 1952, principalement dans des pièces, si l'on excepte une opérette puis une revue, pour ses deux premières prestations. Il est surtout connu pour avoir créé le rôle de Mortimer Brewster dans la pièce à succès Arsenic et vieilles dentelles (créée à Broadway en janvier 1941, jouée sans interruption — 1 444 représentations — jusqu'en juin 1944) de Joseph Kesselring, ledit rôle repris par Cary Grant dans l'adaptation au cinéma (même titre), réalisée par Frank Capra en 1944.

## Filmographie partielle

### Au cinéma
- 1937 : La ville gronde (They won't forget) de Mervyn LeRoy
- 1937 : Hollywood Hotel de Busby Berkeley
- 1938 : L'Ensorceleuse (The Shining Hour) de Frank Borzage
- 1938 : Amants (Sweethearts) de W. S. Van Dyke et Robert Z. Leonard
- 1939 : Femme du monde (Cafe Society) d'Edward H. Griffith
- 1939 : Mon mari court encore (Fast and Furious) de Busby Berkeley
- 1939 : Seuls les anges ont des ailes (Only Angels have Wings) d'Howard Hawks
- 1940 : La Mariée célibataire (This Thing called Love) d'Alexander Hall
- 1940 : Gouverneur malgré lui (The Great McGinty) de Preston Sturges
- 1940 : Petite et charmante (If I had my Way) de David Butler
- 1940 : Chanson d'avril (Spring Parade) d'Henry Koster
- 1940 : Finie la comédie (No Time for Comedy) de William Keighley
- 1941 : J'épouse ma femme (Bedtime Story) d'Alexander Hall
- 1941 : Qui a tué Vicky Lynn ? (I wake up screaming) d'H. Bruce Humberstone
- 1942 : The Affairs of Martha de Jules Dassin
- 1942 : Ma sœur est capricieuse (My Sister Eileen) d'Alexander Hall
- 1943 : Aventure en Libye (Immortal Sergeant) de John M. Stahl
- 1943 : Le ciel peut attendre (Heaven can wait) d'Ernst Lubitsch
- 1943 : Dangerous Blondes de Leigh Jason
- 1943 : Young Ideas de Jules Dassin
- 1944 : L'Imposteur (The Impostor) de Julien Duvivier
- 1944 : Le Roi du swing (Sweet and Low-Down) de Archie Mayo
- 1945 : The Horn Blows at Midnight de Raoul Walsh
- 1945 : Junior Miss de George Seaton
- 1946 : Colonel Effingham's Raid d'Irving Pichel
- 1946 : Rio, rythme d'amour (en) (The Thrill of Brazil) de S. Sylvan Simon

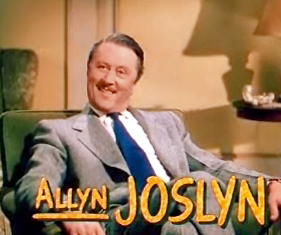
Dans Cupidon photographe (1953)

- 1947 : L'Extravagante Miss Pilgrim (The Shocking Miss Pilgrim), de George Seaton
- 1948 : Le Fils du pendu (Moonrise) de Frank Borzage
- 1949 : Amour en plongée (The Lady takes a Sailor) de Michael Curtiz
- 1950 : La Perfide (Harriet Craig) de Vincent Sherman
- 1951 : Rendez-moi ma femme (As Young as You Feel), de Harmon Jones
- 1952 : Le Chanteur de jazz (The Jazz Singer) de Michael Curtiz
- 1953 : Aventure dans le Grand Nord (Island in the Sky) de William A. Wellman
- 1953 : Cupidon photographe (I love Melvin) de Don Weis
- 1953 : Titanic de Jean Negulesco
- 1956 : La première balle tue (The Fasten Gun alive) de Russell Rouse
- 1956 : L'Extravagante Héritière (You can't run away from it) de Dick Powell
- 1965 : Tendre Garce (Nightmare in the Sun) de John Derek et Marc Lawrence

### À la télévision (séries)
- 1959 : Alfred Hitchcock présente (Alfred Hitchcock presents), Saison 4, épisode 22 The Right Price d'Arthur Hiller
- 1960 : Gunsmoke ou Police des Plaines (Gunsmoke ou Marshall Dillon), Saison 5, épisode 31 I thee Wed
- 1961 : Have Gun – Will Travel
- 1962 : Les Incorruptibles (The Untouchables), Saison 3, épisode 14 L'Associé (Silent Partner) d'Abner Biberman
- 1964 : Rawhide, Saison 6, épisode 25 Incident of the Banker de Christian Nyby
- 1964 : Mes trois fils (My Three Sons)
- 1964-1966 : La Famille Addams, Saison 1, épisode 1 On va tous à l'école (The Addams Family goes to School, 1964) d'Arthur Hiller et épisode 4 Ça, c'est de la politique ? (Gomez, the Politician, 1964) de Jerry Hopper ; Saison 2, épisode 25 Les Addams en folie (Addams Cum Laude, 1966) de Sidney Lanfield
- 1965 : Kilroy (téléfilm) : Mr. Fuller
- 1965 : Ben Casey
- 1965 : F Troop (en)

## Théâtre (à Broadway)
Pièces, sauf mention contraire
- 1918 : Fiddlers Three, opérette, musique d'Alexander Johnstone, lyrics et livret de William Carey Duncan
- 1920-1921 : The Greenwich Village Follies of 1920, revue, musique d'Alfred Baldwin Sloane (en), lyrics de John Murray Anderson et Arthur Swanstrom, livret de Thomas J. Gray
- 1922 : From Morn to Midnight de Georg Kaiser, adaptation d'Ashley Dukes, avec Ernest Cossart, Henry Travers, Helen Westley
- 1922-1923 : Johannes Kreisler de Louis N. Parker, d'après Meinhard et Rudolf Bernauer
- 1923 : Sandro Botticelli de Mercedes de Acosta, avec Basil Sydney
- 1923 : Scaramouche, d'après le roman éponyme de Rafael Sabatini (adapté au cinéma en 1923 puis en 1952)
- 1924 : Man and the Masses (Masse Mensch) d'Ernst Toller, adaptation de Louis H. Untermeyer
- 1924-1925 : The Firebrand d'Edwin Justus Mayer, avec Frank Morgan, Edward G. Robinson, Joseph Schildkraut
- 1926 : The Moon is a Gong de John Dos Passos
- 1926 : Head or Tail de Garrick Truman, d'après un roman de Laszlo Lakatos, avec Charles Halton, Philip Merivale
- 1927 : The Mystery Man de Morris Ankrum et Vincent Duffey
- 1927 : A Lady in Love de Dorrance Davis, avec Sydney Greenstreet
- 1927 : One for All de Louise et Ernest Cortis
- 1929 : Vermont d'A. E. Thomas, produite par George M. Cohan
- 1932 : Troïlus et Cressida (Troilus and Cressida) de William Shakespeare, avec Leo G. Carroll, Charles Coburn
- 1935-1937 : Boy meets Girl de Bella et Sam Spewack, mise en scène par George Abbott, avec Jerome Cowan, Garson Kanin, Everett Sloane
- 1938 : All that Glitters de John Baragwanath et Kenneth Simpson, mise en scène et produite par George Abbott, avec Arlene Francis, Everett Sloane
- 1941-1944 : Arsenic et vieilles dentelles (Arsenic and Old Lace) de Joseph Kesselring, avec Jean Adair, John Alexander, Josephine Hull (Laura Hope Crews en remplacement), Boris Karloff (Erich von Stroheim en remplacement), Edgar Stehli, mise en scène par Bretaigne Windust, produite par Howard Lindsay et Russel Crouse
- 1952 : Collector's Item de Lillian Day et Alfred Golden, avec Erik Rhodes